# Michail Sjisjkin

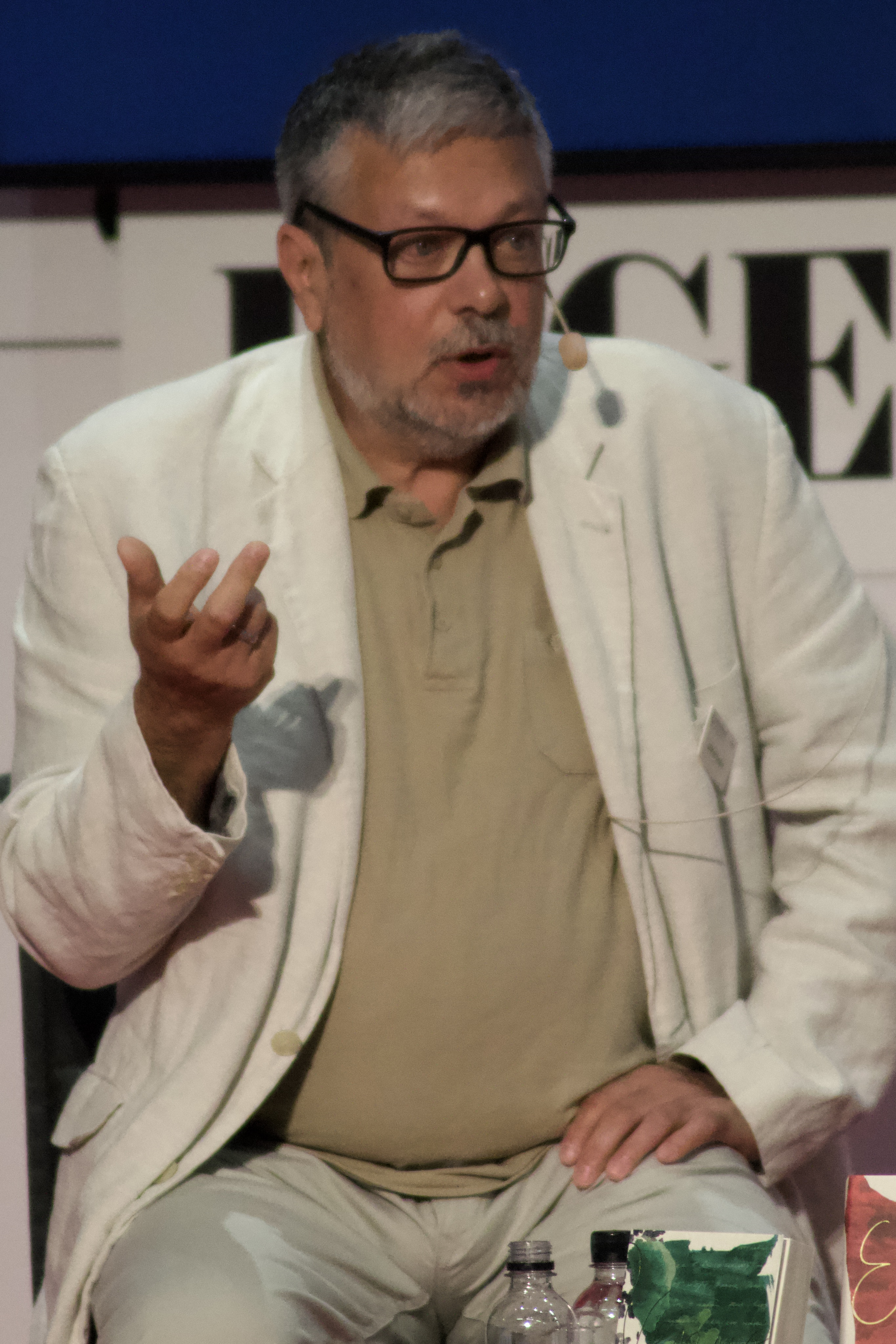
Michail Sjisjkin på bokmässan i Göteborg september 2022.

Michail Pavlovitj Sjisjkin (ryska: Михаил Павлович Шишкин, engelska: Mikhail Shishkin, tyska: Michail Pawlowitsch Schischkin), född 18 januari 1961 i Moskva, är en rysk författare. Sedan 1995 är han bosatt i Zürich i Schweiz. 
Sjiskins far var under andra världskriget matros i Röda armén på en ubåt och hans mor kom från Ukraina; farfadern dog i Gulag under Stalins terror. Sjisjkin studerade engelska och tyska vid Moskvas pedagogiska institut. Han debuterade som författare 1993 och har vunnit flera av de största ryska och internationella litteraturprisen.
Sjisjkin har starkt kritiserat och tagit avstånd från Putinregimen. År 2013 drog han sig ur bokmässan US Book Expo med motiveringen att han inte ville ge röst åt "a country where power has been seized by a corrupt, criminal regime [and] where the state is a pyramid of thieves" (ett land där makten har övertagits av en korrupt kriminell regim och där staten är en pyramid av tjuvar). I  boken Frieden oder Krieg (2021), på svenska Krig eller Fred (2023), jämförs Putins Ryssland med Hitlers Tyskland och Sjisjkin menar där att en slavmentalitet råder i landet som förhindrar och försvårar förändring.

## Priser och utmärkelser
- 2000 – Ryska Bookerpriset, Взятие Измаила
- 2006 – Stora bokpriset, Венерин Волос
- 2011 – Stora bokpriset, Письмовник, (Brevboken)
- 2011 – Internationaler Literaturpreis, Венерин[8]
- 2013 – Best Translated Book Award, shortlist, Венерин[9]